# Ribbe

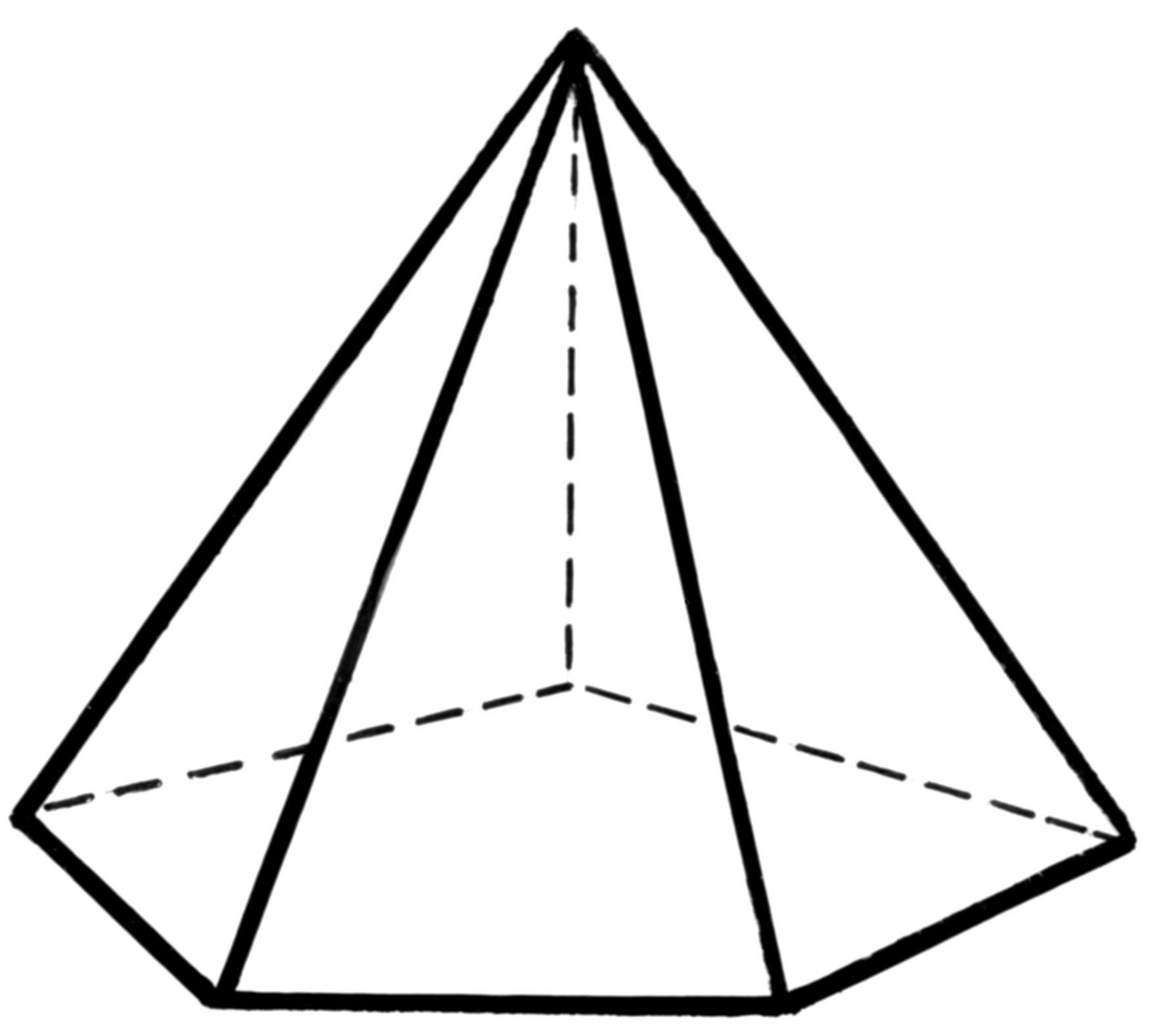
De lijnstukken zijn de ribben van de piramide, de gestippelde ribben zijn niet zichtbaar.

Een ribbe is in de meetkunde een lijnstuk, dat twee hoekpunten van een veelvlak met elkaar verbindt. Anders gezegd: het is die lijn waar twee vlakken van een veelvlak samenkomen. Zo heeft een kubus net zoals een balk 12 ribben. Een piramide met een {\displaystyle n}-hoek als grondvlak heeft {\displaystyle 2n} ribben. Een  prisma met een {\displaystyle n}-hoek als grondvlak heeft {\displaystyle 3n} ribben. Bij zowel een piramide als een prisma heeft het grondvlak minimaal drie ribben. Het aantal ribben {\displaystyle r} in een veelvlak is, wanneer het aantal zijvlakken {\displaystyle z} en het aantal hoekpunten {\displaystyle h} van het veelvlak bekend zijn, met de formule van Euler {\displaystyle h+z=r+2} te berekenen: {\displaystyle r=h+z-2}